# Midsommarkrisen

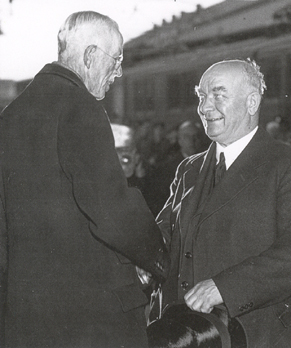
Gustaf V och Per Albin Hansson, två av huvudpersonerna midsommaren 1941.

Midsommarkrisen var en politisk kris i Sverige som inträffade efter att Operation Barbarossa hade inletts och Tyskland gick till angrepp mot Sovjetunionen den 22 juni 1941. Sveriges neutralitet prövades när Tyskland och Finland samma dag krävde att Sverige skulle medge en folkrättsligt neutralitetsstridig transitering av Engelbrechtdivisionen, en fullt utrustad militär division, på järnväg mellan Norge och Finland, vilket ledde till Midsommarkrisen. 

## Historik
Socialdemokraterna i regering och riksdag var splittrade. Per Albin Hansson gav inför riksdagsgruppen intrycket att kung Gustaf V hotade att abdikera i händelse av ett avslag, och lyckades förmå riksdagsgruppen att fatta ett beslut som möjliggjorde en kompromiss med övriga partier och därmed Regeringen Hansson IIIs fortbestånd. 
Ett av de tungt vägande skälen för att medge transitering var att ett avslag förutsågs tas mycket illa upp i Finland, som hade förklarat sig neutralt i kriget mellan Sovjetunionen och Tyskland, men vars säkerhet var beroende av militärt stöd från utlandet, vilket endast Tyskland var villigt att ge. Karl Schnurre upplyste från början Christian Günther om att Finland med säkerhet skulle komma att dras in i de väpnade förvecklingarna. Av statsrådens dagböcker fås intrycket att Günther av försiktighetsskäl höll inne med denna information, som ju hade kunnat försvåra ställningstagandet i regering och riksdag. Finlands neutralitetsförklaring vann ingen tilltro i omvärlden, och Sovjetunionen kom att angripa Finland militärt med början den 25 juni. Samma dag inleddes transiteringen av divisionen Engelbrecht.
Midsommarkrisen blev mycket omtalad 1947, och då tolkad som ett av flera tecken på att Gustaf V var personligen ansvarig för att den krigstida politiken hade varit alltför eftergiven mot Tredje riket. Av statsminister Erlanders dagböcker framgår att han 1947 fick kännedom om Hanssons roll.

### Olika tolkningar
Historikern Carl-Gustaf Scott har argumenterat för att det är fel att beskriva händelserna i juni 1941 som en "kris". Hans argument är att Per Albin Hansson riktigt förutsåg hur andra politiker inom och utom socialdemokratin skulle ställa sig till Tysklands krav och därmed kunde navigera situationen på ett sådant vis att Sverige accepterade transiteringen utan att någon konflikt uppstod. Händelsernas krisartade natur har enligt Scott överdrivits i syfte att skydda det politiska arvet hos Socialdemokraterna och deras ledare Per Albin Hansson. Protokollet från den socialdemokratiska riksdagsgruppen sammanträde om frågan, den 24 juni 1941, visar att gruppen med 159 röster mot två beslöt meddela de borgerliga partierna att gruppen förordade ett avvisande av de tyska kraven. Dessutom framgår att man med 72 röster mot 59 såg sig nödsakad att säga ja, om de borgerliga partierna inte avsåg att rösta nej. 59 socialdemokratiska riksdagsledamöter ville med andra ord rösta nej till den tyska begäran oavsett hur de borgerliga partierna ställde sig i frågan.